# Libnotes persetosa
Libnotes persetosa là một loài ruồi trong họ Limoniidae. Chúng phân bố ở miền Australasia.